# Villers-Poterie
Pour les articles homonymes, voir Villers.
 (mai 2025).
Villers-Poterie est une section de la commune belge de Gerpinnes, située en Wallonie dans la province de Hainaut.

## Étymologie
En 1190, ALTO VILLARI ; en 1289, VILER le POTERIE.
Le terme latin Villare (« Villers » en latin) dérivé adjectival de Villa (« ferme »). Il désignait une terre dépendant d'une villa plus ou moins éloignée de celle-ci. Ces écarts devinrent des exploitations, puis des hameaux et des villages. Poterie parce que le sol renfermait de la terre plastique.

## Évolution démographique
- Sources : INS, Rem. : 1831 jusqu'en 1970 = recensements, 1976 = nombre d'habitants au 31 décembre.

## Cultes particuliers
Sainte Rolende et sainte Radegonde, dite Aragone, patronne de la paroisse. Le lundi de la Pentecôte, vers midi, les pèlerins et les Marcheurs de Sainte-Rolende envahissent la cour du château-ferme de Villers-Poterie. C'est là, qu'en 774, sainte Rolende serait morte d'épuisement. Chacun va se recueillir à la chapelle élevée en son honneur dans l'enceinte de la ferme. Cette chapelle conserve, encastrée, une pierre portant en lettres gothiques l'inscription : Hic Obiit Beata Virgo Rolendis (« Ici mourut la bienheureuse Vierge Rolende »).
Les assises du château-ferme de Villers-Poterie remontent à la période mérovingienne, sinon à l'époque romaine. C'est cette ferme qui est à l'origine du nom du village.
En 1543, le château était appelé « la maison de pierres », probablement à cette époque la seule maison construite en matériaux durs. En 1595, il est qualifié de « forte maison et de plaisance ». À côté du château, mais ne faisant qu'un avec lui, la ferme était exploitée par un fermier qui se faisait aider par les manants du village.
Aujourd'hui, il n'y a plus de seigneur, mais la ferme est toujours là, proche de l'église, et longtemps encore elle accueillera les pèlerins et les Marcheurs de Sainte-Rolende.
De l'église actuelle, on retiendra qu'elle fut construite en 1867. La bénédiction eut lieu le 24 septembre 1868. Incendiée par la foudre le 29 avril 1921, elle fut restaurée, bénie le 11 février 1923. De style gothique, elle domine les alentours et se montre très accueillante. On y admire trois beaux autels, ses vitraux, dans la nef gauche un retable ancien de très grande valeur et dans la nef droite son chemin de croix. Une reproduction (miniature rigoureusement exacte) de Lourdes : sa basilique, son esplanade, ses paysages, rien n'y manque ; tout cela illuminé est un véritable chef-d'œuvre.

## Autres patrimoine du village
- Chapelle funéraire de la famille Pirmez. Vestige de l'ancienne église Saint-Martin bâtie au XVIe siècle et démolie en 1869[2]. Située rue de l'Église.
- Chapelle rue de Presles, remontant au XVIIIe siècle et remaniée au XIXe siècle[3].
- Chapelle Saint-Roch, rue de Presles, petit édifice datant de 1866[4].